# Grand Prix Herning 2010
Il Grand Prix Herning 2010, diciottesima edizione della corsa, valido come evento dell'UCI Europe Tour 2010 categoria 1.1, si svolse il 1º maggio 2010 su un percorso totale di circa 198,9 km. Fu vinto dal danese Alex Rasmussen, che terminò la gara in 5h07'06" alla media di 38,86  km/h.
All'arrivo 43 ciclisti portarono a termine il percorso.

## Ordine d'arrivo (Top 10)
| Pos. | Corridore         | Squadra        | Tempo    |
| ---- | ----------------- | -------------- | -------- |
| 1    | Alex Rasmussen    | Saxo Bank      | 5h07'06" |
| 2    | Martin Mortensen  | Vacansoleil    | a 3"     |
| 3    | Joost Van Leijen  | Vacansoleil    | a 11"    |
| 4    | Dominic Klemme    | Saxo Bank      | s.t.     |
| 5    | Michael Reihs     | Designa Køkk.  | s.t.     |
| 6    | Wouter Mol        | Vacansoleil    | s.t.     |
| 7    | Rasmus Guldhammer | HTC-Columbia   | s.t.     |
| 8    | Lasse Bochmann    | Glud & Marstr. | s.t.     |
| 9    | Jakob Fuglsang    | Saxo Bank      | a 14"    |
| 10   | Andreas Frisch    | Energi Fyn     | a 17"    |